# Hitman (datorspel, 2016)
Hitman är ett datorspel utvecklat av IO Interactive och utgiven av Square Enix som släpptes 11 mars 2016 till Windows, Playstation 4 och Xbox One.

## Spelupplägg
Hitman är en sneak 'em up-spel där spelaren styr yrkesmördaren Agent 47 i ett tredjepersonsperspektiv som utför flertal mord i världen. Som i de andra spelen i Hitman-serien har spelaren stor frihet att utföra sina mord. Spelaren kan använda vapen som inkluderar sprängämnen,, pistoler, automatvapen och prickskyttegevär. Man kan även utföra mord på måltavlor på nära avstånd genom att använda vassa vapen eller kasta föremål.
Agent 47 är sårbar i eldstrider, elimering av mål föredras utföra tyst. Han kan utrusta sig med en stryptråd för att strypa sina offer eller förklä sig för att mörda som oavsicklig dödsfall som till exempel förgifta måltavlans mat, eller dränka i en toalett. Spelet inkluderar även andra möjligheter som kräver att utföra olika uppgifter. Spelaren kan även lyssna under samtal från icke-spelbara figurer (NPC, Non-player character) som ger ledtrådar om målens plats och rutiner som avslöjar möjligheter till kreativ infiltering och eliminering. Till exempel kan Agent 47 mixtra med en ljuskrona som får den att falla och dödar en måltavla. 47 kan samla på föremål som improviserade vapen, komma åt tidigare begränsade områden, slå ner NPC:er eller skapa distraheringar. Slutförande av uppdrag med utmaningar, som till exempel döda måltavlor, upptäcka unika föremål och få tillgång till nya områden ger spelaren behärskningsnivå och låser upp belöningar som avencerade vapen, redskap och startplatser på denna nivå.

## Episoder
| Episod             | Releasedatum |
| ------------------ | --- |
| "Paris"            | 11 mars 2016 |
| "Sapienza"         | 26 april 2016 |
| "Marrakesh"        | 31 maj 2016 |
| "Bonus-episoder"   | 19 juli 2016 (ägare av Full Experience Upgrade Pack) 31 januari 2017 (inkluderar även en includes en tredje, tidigare icke-lanserad uppdrag) |
| "Bangkok"          | 16 augusti 2016 |
| "Colorado"         | 27 september 2016 |
| "Hokkaido"         | 31 oktober 2016 |
| "Holiday Hoarders" | 13 december 2016 (gratis uppdaterad innehåll med Paris)                                                                                      |
| "Patient Zero"     | 7 november 2017 |

## Produktion
Ursprungligen skulle spelet ha utvecklats av Square Enix nybildade utvecklare Square Enix Montreal. På grund av nedskärningar och permitteringar på IO Interactive meddelade en representant på Square Enix att "Studion (IO Interactive) kommer att fokusera på framtida mål att utveckla Hitman-serien och i förproduktionen på ett nytt AAA Hitman-projekt. Vi har tagit svåra beslut att lägga ner andra studioprojekt och initiativ på IO och minskat arbetskraften i studion, vilket kommer att påverka nästan hälften av de anställda som för närvarande arbetar på IO, vi anpassar för att möta utmaningarna på dagens marknad."
Square Enix Montreal (som ursprungligen skulle utveckla nästa Hitmans-spel) kommer att fokusera på att utveckla smartphone- och surfplatte-versioner av Hitman och andra spel.
16 januari 2014 meddelade IO Interactive i ett öppet brev till sina fans detaljer om nästa spel. Det meddelades då att nästa version kommer att vara mindre linjär och banorna avsevärt större. Konceptet med checkpoint är borttaget (en biprodukt av det linjära upplägget i Absolution).
15 juni 2015 visades spelet på Sonys presskonferens på E3. Spelet var tidigare avsett att släppas 8 december 2015 men blev uppskjutet till mars 2016.
16 juni 2015, dagen efter att spelet bekräftades, meddelade David Bateson via Twitter att han kommer att fortsätta göra rösten till Agent 47.